# Inmigración portuguesa en India
La inmigración portuguesa en la India comenzó cuando el país se consolida como nación independiente, separándose del Imperio Británico. En los antiguos enclaves coloniales portugueses se encuentra una importante comunidad lusa muy numerosa en este país desde dichos tiempos coloniales a la actualidad. Los portugueses llegaron principalmente atraídos por la colonización y el comercio, Goa fue el principal asentamiento portugués y la ciudad india donde hay más hablantes lusófonos. De estos, según el censo de 2020 en India, 80.654 portugueses residen en India. Damán y Diu y Dadra y Nagar Haveli fueron otras colonias portuguesa, que recibieron y mantienen una comunidad lusa.

## Historia

### India portuguesa

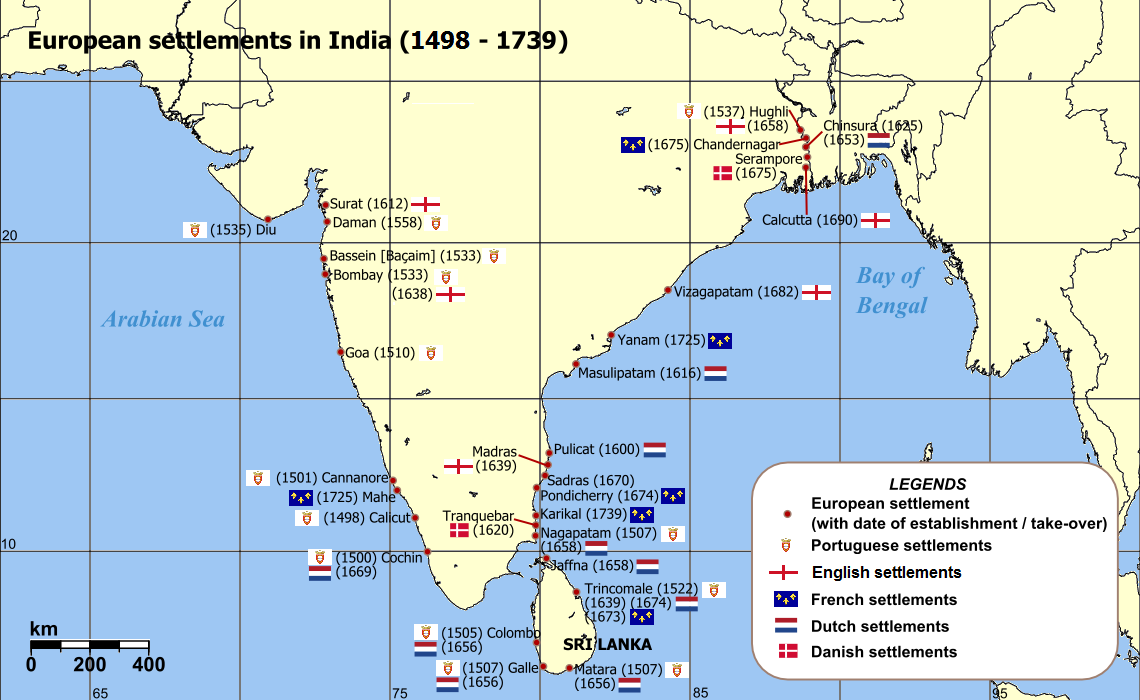
Establecimientos europeos en la actual India entre 1501 y 1739.

En 1498, Vasco da Gama traspasó el cabo de Buena Esperanza (Sudáfrica) y llegó a Kappakadavu, cerca de Calicut, en el actual estado de Kerala (India). Se convirtió en uno de los primeros europeos en pisar territorio indio, sin embargo, no fue el primero, ya que Marco Polo cita a la India en su libro de las Maravillas y mucho tiempo antes, Alejandro Magno, ya se había adentrado en territorio indio según el libro "Indika" escrito por el griego Megástenes.
La intención de los portugueses era establecer colonias y tomar el control del comercio de especias. Así es que en 1510, el almirante portugués Afonso de Albuquerque atacó y ocupó Goa, que al poco tiempo es recuperada por Ismail Adil Shah, el rey musulmán de Bijapur. Sin embargo, Albuquerque retornó el 25 de noviembre con una flota totalmente renovada. Ismail Adil Shah y sus aliados otomanos se rindieron el 10 de diciembre de ese año, y la flota portuguesa tomó posesión de la zona, estableciendo una colonia permanente en la Vieja Goa ("Velha Goa"). Goa se convirtió rápidamente en el centro de la India portuguesa, y los reinos vecinos optaron por enviar embajadores y ofrecer alianzas.
Goa fue la base para las posteriores conquistas de Albuquerque: Malaca en 1511 y Ormuz en 1515. Albuquerque no quería que Goa fuera solo una base naval, sino que en ella se centralizara el dominio portugués del océano Índico. Así es que la convierte en capital del Virreinato portugués de Asia que incluía a la India, a Malaca, Indonesia, Timor Oriental, el golfo Pérsico, Macao en China y las bases comerciales en Japón.

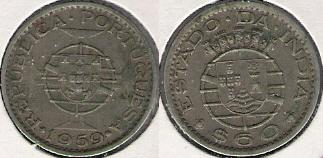
Moneda de la India Portuguesa, emitida en 1959.

Como capital del virreinato, Goa recibió los mismos privilegios cívicos que ostentaba Lisboa. Contaba con una cámara municipal que mantenía comunicación directa con el rey y tenía además un representante especial para atender sus intereses en la corte lusitana. Incluso en 1563 el gobernador local propuso establecer en Goa un Parlamento que representara a todas las regiones del oriente portugués, lo que fue rechazado por el Rey.
Como estaba previsto, Goa se consolidó como el principal mercado para los productos de todo el Este. Cada calle ofrecía una clase distinta de productos: perlas y coral de Baréin (golfo Pérsico), porcelana y sedas de China, especias del archipiélago malayo y telas o productos manufacturados de Portugal.
El Imperio Portugués declaró el catolicismo como religión oficial y los habitantes que fueran renuentes a convertirse tendrían la opción de abandonar la colonia. La Inquisición (1560 - 1812) se encargó de verificar que las conversiones no fuesen falsas, o que no se practicaran religiones paganas en secreto. Los que dejaron el territorio, en su mayoría hinduistas, se establecieron en Mangalore o en Karnataka.
La colonia alcanzó el clímax de su prosperidad entre 1575 y 1625. Los viajeros solían maravillarse con el esplendor arquitectónico de la ciudad, a la que denominaban "Goa Dourada" (Goa de Oro), e incluso había un proverbio portugués que decía: «El que ha visto Goa no necesita ver Lisboa».

### Emigración de portugueses hindúes
Durante el control portugués en algunas partes de la actual India, muchos de los portugueses y mestizos, abandonaron Goa rumbo a Portugal y otras colonias portuguesas para dedicarse al comercio o a las misiones católicas. Algunos de ellos se establecieron en Macao (formando parte de la actual ascendencia de un gran número de la población mestiza), Indonesia, Japón y Mozambique.

## Religión

### Católicos de Goa

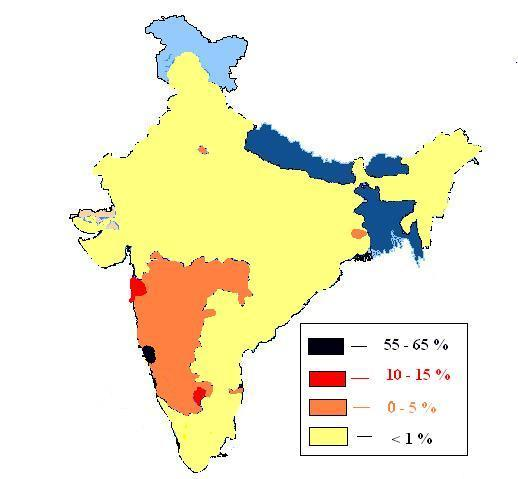
Distribución de los católicos goanos en la India

Los católicos goanos (en konkani: गोंय्चे कॅतोलिक Goiche Katholik) son católicos de la antigua colonia portuguesa de Goa. La mayoría de los antepasados de los católicos goanos eran brahmanes saraswat, quienes llegaron a Goa desde Aryavarta debido al debilitamiento del río Saraswati. Su cultura es una mezcla de culturas portuguesas e indias. La mayoría reside en la India, mientras que otros se han instalado en Pakistán, África (principalmente en Tanzania, Kenia y Uganda), países del Golfo Pérsico, Oceanía, Canadá, Estados Unidos y Europa (Reino Unido, Austria, Alemania e incluso Portugal).

### Judíos portugueses
En el siglo XVII, judíos portugueses de Ámsterdam y Londres llegaron a Madras como colonos y comerciantes, siendo utilizados por las autoridades británicas para aumentar el comercio en la zona. A mediados del siglo XVIII la mayoría de los judíos portugueses habían emigrado a Londres, quedando muy pocos en la India. Hoy en día se conserva un cementerio judío con inscripciones en hebreo.